# Raman Parimala
Raman Parimala (21 novembre 1948) és una matemàtica índia coneguda per les seves contribucions en l'àlgebra. És professora distingida en Arts i Ciències de les matemàtiques per la Universitat Emory. Durant molts anys, va ser professora a l'Institut Tata de Recerca Fonamental (TIFR), a Mumbai.

## Biografia
Parimala va néixer i es va criar a Tamil Nadu, a l'Índia. Va estudiar a l'Institut de noies Saradha Vidyalaya i a la Universitat Stella Maris, a Chennai. Va obtenir un postgrau a la Universitat de Madras (1970) i un doctorat a la Universitat de Mumbai (1976); el seu tutor era R. Sridharan del TIFR.

## Honors
El Dia Nacional de la Ciència de 2020, Smriti Irani, Ministra de Dones i Desenvolupament dels Nens del govern de l'India va anunciar l'establiment d'un càrrec amb el nom de Raman Parimala juntament amb deu grans Dones índies.
Parimala va ser conferenciant convidada al Congrés Internacional de Matemàtics a Zúric l'any 1994 i va donar una xerrada titulada Estudi de les formes quadràtiques - algunes connexions amb la geometria Arxivat 2016-10-03 a Wayback Machine.. Va donar una xerrada titulada Aritmètica de groups algebraics lineals en cossos de dues dimensions al Congrés en Hyderabad al 2010.
- Membre de l'Acadèmia Índia de Ciències[1]
- Membre de l'Acadèmica Nacional de Ciències de l'Índia
- Premi Bhatnagar l'any 1987
- Doctorat Honoris Causa de la Universitat de Lausanne l'any 1999
- Premi Centenari del Naixement de Srinivasa Ramanujan l'any 2003.
- Premi TWAS de Matemàtiques (2005).[6]
- Membre de la Societat Americana de Matemàtiques (2012)